# Scopula drenowskii
Scopula drenowskii är en fjärilsart som beskrevs av Sterneck 1941. Scopula drenowskii ingår i släktet Scopula och familjen mätare. Inga underarter finns listade.